# صمام رداخ
صمامات السحب الطرفية أو الصمام الرداخ (بالإنكليزية Foot valve with stainer).

## تكوينه ووظيفته
تجمع المصفاة مع الصمام المرتد في صمام واحد يُعرف بالصمام الرداخ.

## استخداماته
يركّب في نهاية ماسورة السحب للمضخات لمنع دخول المواد العالقة الكبيرة إلى داخل الماسورة، ثم إلى داخل المضخات مما يعيق حركتها أو يوقف عملها.

## مواد التصنيع
مدى ضغط التشغيل يكون حتى 34 بار. يصمم بغطاء تثبيت من النحاس (Spool poppet) لا يلتصق وله جسم ثقيل من النحاس الأحمر من أجل للإجهاد الأقصى وله تثقيب رقم 6. يكون بمصفاة من النحاس بوجه من المطاط للاستخدام مع المياه.